# Conciliabulum
Conciliabulum es una palabra latina (plural, conciliabula), también conciliábulo, que significa lugar de reunión donde se celebra un concilium o asamblea de ciudadanos. Con este significado, los antiguos romanos se referían a lugares de reuniones o ferias en la época republicana, aunque el término cayó en desuso durante el período imperial.
La población rural romana se había organizado primitivamente en tribus rusticae, complicadas de gestionar cuando el territorio romano aumentó de forma notable. Los conciliabula eran lugares de reunión donde se celebraban asambleas de ciudadanos que podían tratar desde cuestiones administrativas a políticas. Sirvieron como punto de referencia de las relaciones con el centro, aunque tenían pocos derechos distintivos.
De esta forma, se utilizó el término para denominar aglomeraciones urbanas que eran referentes de una población rural dispersa, lo que hizo que surgieran en el mundo rural. Estas comunidades sin estatus cívico, durante los siglos II y III, se integraron en otras comunidades o se convirtieron en colonias o municipios.
En los textos legales romanos de derecho administrativo se mencionan diversos tipos de pueblos o ciudades. Sin embargo, el término conciliabulum, al igual que canabae, no se utilizaron en el léxico institucional.